# Joseph Chaley
Joseph Chaley, auch Challey geschrieben. (* 1795 in Ceyzérieu, Département Ain, Frankreich; † 15. April 1861 in Tunis, Tunesien) war ein französischer Bauingenieur und Pionier des Baus von Hängebrücken.

## Leben
Joseph Chaley trat im Alter von 17 Jahren in Napoleons Ehrengarde ein und nahm an dessen erfolglosen Feldzügen von 1813 und 1814 teil. Nach Napoleons Rückkehr aus Elba folgte er ihm in die Schlacht bei Waterloo und wurde verletzt. Während seiner längeren Krankenhausaufenthalte interessierte er sich zunächst für Medizin, wandte sich aber bald den neu entstehenden Hängebrücken zu.
Als Mitarbeiter von Marc Seguin war er an dessen Pont de Beaucaire über die Rhone (1829) und der Hängebrücke von Chazey-sur-Ain (1829) tätig.
1830 zog er nach Freiburg im Üechtland und stellte sein Angebot für die erste Zähringerbrücke (Le Grand Pont Suspendu) vor, mit dem er sich gegen den Genfer General und Ingenieur Guillaume-Henri Dufour durchsetzte, der 1823 die Passerelle de Saint-Antoine gebaut hatte. Von 1832 bis 1834 leitete Joseph Chaley den Bau der Brücke mit der damals längsten Spannweite der Welt. Danach folgten die Pont du Gottéron/Brücke (Gottéron-Brücke) über die Galternschlucht, die Brücke von Corbières FR und die Hängebrücke von Angers (Pont de la Basse-Chaîne). Nach dem Einsturz dieser Brücke im Jahre 1850 mit 226 Todesopfern, der bis dahin größten Brückenkatastrophe, zog er sich aus dem Brückenbau ganz zurück und wandte sich dem Bau von Hafenanlagen zu. Nach Arbeiten am Bassin Joliette in Marseille im Jahr 1848 war er in Tunis tätig, wo er am 15. April 1861 an der Cholera starb.